# Vigalzano
Vigalzano è una frazione del comune di Pergine Valsugana in provincia autonoma di Trento.

## Storia

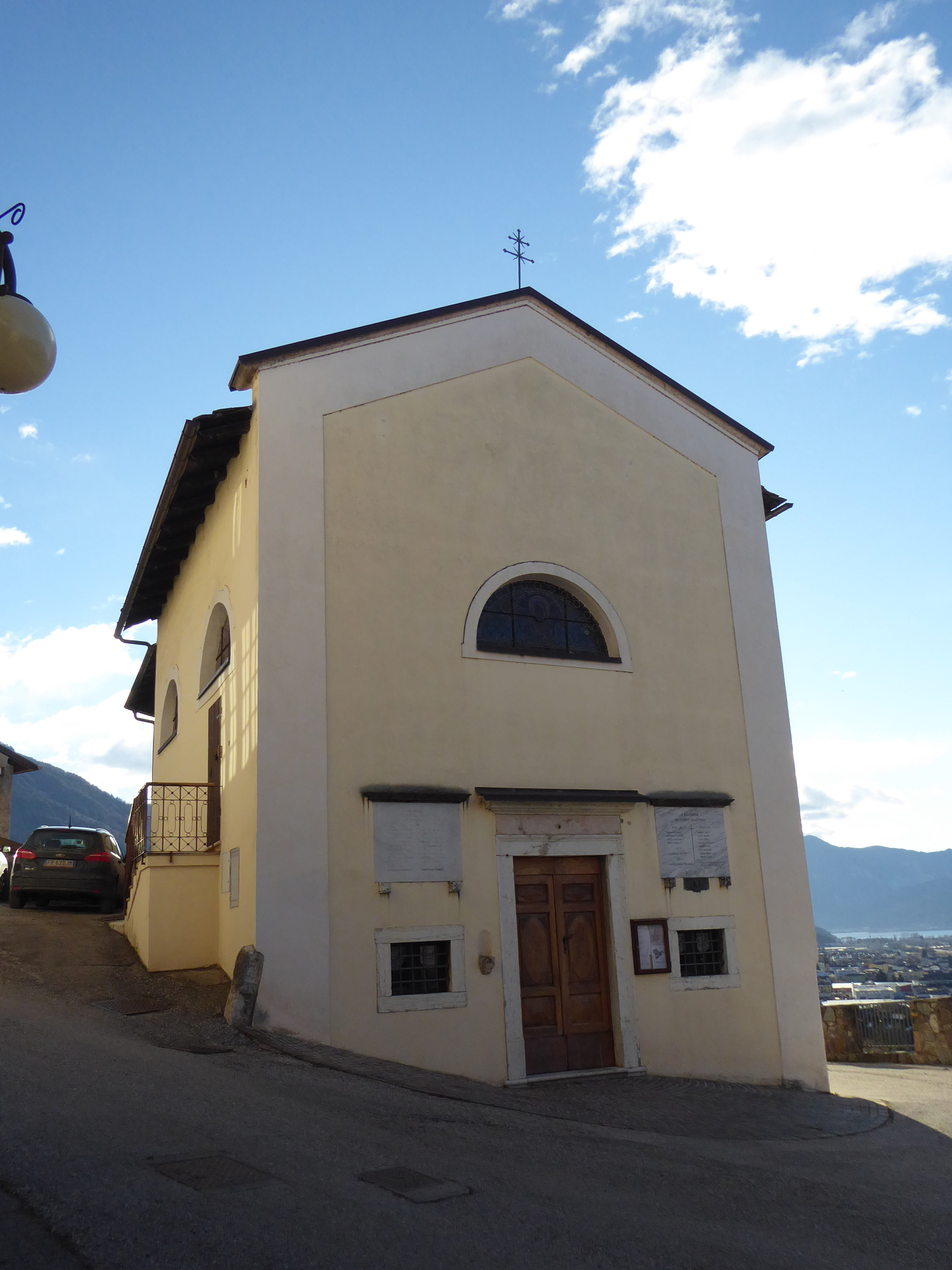
La chiesa di San Pietro di Alcantara

Vigalzano è stato un comune italiano istituito nel 1920 in seguito all'annessione della Venezia Tridentina al Regno d'Italia. Nel 1929 è stato aggregato al comune di Pergine Valsugana.